# Stefan Klos
Stefan Klos est un joueur de football né le 16 août 1971 à Dortmund en Allemagne. Il évolue au poste de gardien et fait partie du Rangers FC Hall of Fame.

## Biographie
Stefan Klos est régulièrement sélectionné dans les équipes nationales de jeunes allemandes. Avec les espoirs, il participe au championnat d'Europe espoirs en 1992. Il joue alors les quarts de finale face à l'Écosse où il est titulaire.
Klos évolue dans deux clubs uniquement au cours de sa carrière : le Borussia Dortmund puis les Glasgow Rangers.
Il dispute 254 matchs en première division allemande et 206 matchs en première division écossaise.
Il prend part également à de nombreux matchs de Coupes d'Europe. Il remporte la Ligue des champions en 1997 avec le Borussia, en battant le club italien de la Juventus en finale.

## Palmarès
- Vainqueur de la Coupe intercontinentale en 1997 avec le Borussia Dortmund
- Vainqueur de la Ligue des champions en 1997 avec le Borussia Dortmund
- Champion d'Allemagne en 1995 et 1996 avec le Borussia Dortmund
- Vainqueur de la Supercoupe d'Allemagne en 1995 et 1996 avec le Borussia Dortmund
- Champion d'Écosse en 2003 et 2005 avec les Glasgow Rangers
- Vainqueur de la Coupe d'Écosse en 1999, 2000, 2002 et 2003 avec les Glasgow Rangers
- Vainqueur de la Coupe de la Ligue en 1999, 2002 et 2003 avec les Glasgow Rangers